# Yang (Hanzhong)
Yang (en chino, 洋; pinyin, Yáng) es un condado  bajo la administración directa de la Prefectura Hanzhong en la Provincia de Shaanxi, República Popular China.  Su área es de 3195 km² y su población total para 2010 superó los 380 mil habitantes. 

## Administración
Desde julio de 2020, el  Condado Yang se divide en 18 pueblos que se administran en 3 subdistritos y 15  poblados.